# Àurea Rosa Clavé i Soler
Pour les articles homonymes, voir Clavé (homonymie) et Soler.
Àurea Rosa Clavé i Soler, née à Barcelone le 29 septembre 1856 et morte dans cette même ville le 4 février 1940, est une compositrice catalane.

## Biographie
Àurea Rosa Clavé i Soler est la fille du musicien et homme politique catalan Josep Anselm Clavé, avec qui elle apprend le piano. Il décède alors qu'Àurea a dix-huit ans. Elle consacre sa vie à la scène musicale catalane.
Elle épouse Conrad Ferrer i Fossà avec qui elle a trois enfants : Guillem, Carles et Magdalena.
Elle appartient à la loge maçonnique « Lealtad » loge d'adoption à Barcelone, avec la harpiste Clotilde Cerdà i Bosch, protégée de l'écrivain français Victor Hugo.
En 1882, elle participe aux Jeux Floraux.
Son père lui dédie son œuvre Àurea Rosa.

## Œuvres
- A la Luna (soprano et piano)
- A la Verge
- Cena novíssima
- Himne a França (Hymne à la France)[8]
- Íntimes (soprano et piano)
- L'Agraïment[9]
- La primavera